# Birgit Weise
Birgit Weise – była enerdowska saneczkarka startująca w latach osiemdziesiątych, medalistka mistrzostw świata.
W mistrzostwach świata jeden raz stała na podium. W 1985 odniosła największy sukces w karierze zdobywając brązowy medal (przegrała jedynie ze swoimi rodaczkami: Steffi Martin i Cerstin Schmidt).